# Trentepohlia setifera
Trentepohlia setifera är en tvåvingeart som beskrevs av Edwards 1931. Trentepohlia setifera ingår i släktet Trentepohlia och familjen småharkrankar. Inga underarter finns listade i Catalogue of Life.